# Phyllophilopsis nitens
Phyllophilopsis nitens är en tvåvingeart som först beskrevs av Daniel William Coquillett 1899.  Phyllophilopsis nitens ingår i släktet Phyllophilopsis och familjen parasitflugor. Inga underarter finns listade i Catalogue of Life.